# Terremoto de Kirguistán y Uzbekistán de 2011
El terremoto de Kirguistán, Tayikistán y Uzbekistán de 2011, más conocido como el terremoto de Ferganá de 2011, fue un movimiento telúrico de 6,2 grados en la escala de Richter ocurrido en la frontera de Kirguistán y Uzbekistán, también sentido en Tayikistán, donde dejó 1 muerto indirecto, pero dañando más a Uzbekistán donde dejó un saldo de 14 muertos y 86 heridos en la provincia de Ferganá.

## Historia
El terremoto fue principalmente sentido en la frontera entre Kirguistán y Uzbekistán, no se reportaron heridos ni daños, pero horas después se supo que en Uzbekistán, en la provincia de Ferganá, se reportaron daños en edificios y el reporte de 13 muertos en esa zona. En Tayikistán se reportó la muerte de una persona que saltó por la ventana de un edificio, con el temor de que se fuera a derrumbar el edificio, mientras que en Kirquistán solo hubo noticias de daños en edificios y residencias.
Esta zona es de alto riesgo de sismos, ya que en el 5 de octubre de 2008 un terremoto de 6,6 grados dejó 75 muertos y 150 heridos en el poblado de Nura al sur de Kirguistán y destruyéndo casi todos los edificios de esa zona.